# CSI: Immortality
CSI: Immortality è il doppio episodio conclusivo della serie CSI - Scena del crimine. È stato trasmesso dalla rete statunitense CBS il 27 settembre 2015. In Italia è andato in onda sul canale satellitare Fox Crime il 25 dicembre 2015, mentre in chiaro è stato trasmesso la prima volta il 30 gennaio 2017 su Italia 1 col titolo Immortality.

## Trama
Jim Brass, in seguito al suo congedo da capo della squadra omicidi di Las Vegas, è impiegato come guardia presso il casinò Eclipse. Un attentatore suicida fa esplodere il suo giubbotto all'interno del casinò. Non appena l'agente speciale FBI Catherine Willows viene a conoscenza del fatto si precipita subito a Las Vegas per seguire le indagini, in quanto proprietaria dell'Eclipse dopo aver ereditato lo stesso casinò da suo padre Sam Braun.
D. B. Russell, il quale sta valutando l'opportunità di poter essere trasferito alla Cyber Division di Quantico, offre a Sara Sidle la direzione del caso del dinamitardo, vista la candidatura di quest'ultima a direttrice del laboratorio. Gil Grissom, ex supervisore del turno di notte ed ex marito di Sara, che nel frattempo sta lavorando per preservare gli squali in acque internazionali, viene arrestato per violazione di domicilio al porto di San Diego. 
L'attentatore non risulta essere un terrorista ma soltanto un ludopatico in cura presso la ex terapeuta del sesso Lady Heather, la quale risulterà fin da subito legata a questo crimine. Tra i detriti dell'esplosione viene rinvenuta una chiave con sopra incise le lettere LHK, acronimo di Lady Heather King. Heather ha improvvisamente chiuso lo studio per motivi ignoti, per cui lo sceriffo Ecklie contatta Grissom in quanto amico e confidente di Heather, facendolo rilasciare dalla custodia cautelare e chiedendogli di collaborare con la squadra. Catherine intuisce che la causa della chiusura dello studio sia la morte della nipote di Heather, ricordandosi che molti anni prima il suo club feticista fu chiuso in seguito alla morte di sua figlia divenendo uno studio di psicoterapia. Sara e Grissom una volta ottenuto il mandato per l'abitazione di Lady Heather si recano presso la sua abitazione, tuttavia lei non è presente, vi sono segni di effrazione e viene rinvenuto del sangue, che successive analisi riveleranno essere maschile. All'interno della red room viene rinvenuto l'armamentario del dinamitardo. 
Grissom si rende conto che al casinò è stata utilizzata solo una parte dell'esplosivo originariamente confezionato, infatti nel frattempo un'altra attentatrice si trova sul punto di far esplodere il suo giubbotto riempito di chiodi in una scuola elementare durante una recita, tuttavia il pubblico si rende conto della minaccia e l'edificio viene evacuato in tempo, ucciderà tuttavia un artificiere. La donna, una delle maestre della scuola, è stata persuasa a compiere l'attentato mediante un mazzo di burundanga, fiore contenente scopolamina che, se inalata, disattiva i recettori sensoriali. 
Nonostante la squadra sospetti sempre di più che dietro le esplosioni ci sia Lady Heather, Grissom è convinto che qualcuno che la conosce molto bene stia cercando di incastrarla. Sara scopre che a casa sua mancano tre mesi di audiocassette delle sue sedute, nel momento in cui si rende conto che in casa c'è qualcuno. L'intruso appare essere Lady Heather, esce dall'abitazione e una volta dentro la sua automobile essa esplode ustionando gravemente Jim Brass. Il corpo dell'intruso viene portato all'obitorio e Grissom si rende conto che non può essere Heather dato che non indossa i suoi caratteristici anelli. Heather si reca finalmente al comando e viene interrogata da Sara, la quale però va in escandescenza per via dell'intimità che c'è stata molti anni prima tra il suo ex marito ed Heather. Quest'ultima collabora alle indagini e fornisce alla squadra la lista dei suoi clienti, tuttavia nessuno dei DNA corrisponde al sangue trovato nella sua abitazione e vengono tutti rilasciati.
Al laboratorio viene fatta recapitare una valigia a Gil Grissom: fin da subito si pensa ad un'altra bomba, tuttavia il contenuto è un cadavere con una microSD dentro alla bocca. Il corpo viene identificato: si tratta dell'uomo che uccise la figlia della psicoterapeuta. Invece nella scheda di memoria è memorizzato un video, nel quale il viso del responsabile delle esplosioni è occultato mediante una tecnica digitale, Russell riesce a ricomporre parzialmente l'immagine ricostruendo l'orecchio del colpevole, il quale si rivela essere un uomo di etnia caucasica. Nella valigia invece Grissom e Lindsay trovano delle coordinate geografiche.
Grissom si reca nel luogo indicato nella valigia, all'interno di un capannone industriale trova un cadavere sintetico. Durante l'autopsia effettuata dal Dr. Robbins quest'ultimo viene punto da un'ape fuoriuscito dal manichino, la tassonomia rivela che si tratta di una specie proveniente da una zona boschiva. Grissom mediante un esperimento sulle api riesce a identificare la zona del Monte Charleston dalla quale proveniva l'insetto, riuscendo a localizzare il suo rifugio. Russell continua a lavorare sul video e scopre che il viso è stato distorto mediante sovrapposizione di un'impronta digitale, una volta riassemblata si scopre che appartiene ad uno dei suoi ex clienti interrogati: la squadra si reca a casa sua ma trova tre autobombe nel garage. 
Dietro alle esplosioni c'è il primo cliente avuto da Lady Heather, invidioso in quanto Grissom gli aveva rovinato i rapporti con lei involontariamente. Avendo un linfoma, sottoponendosi ad un trattamento con cellule staminali sta subendo una mutazione genetica per cui il campione di DNA prelevato da casa di Heather non corrispondeva. Greg, Morgan e Catherine riescono a disinnescare le autobombe mentre Brass arresta la mente delle esplosioni.
Sara viene promossa a direttrice del laboratorio. Dopo aver colto il suggerimento di Lindsay che le suggeriva di guardare l'interrogatorio di Heather nel quale Grissom confessa a lei il suo amore per Sara, decide di rinunciare alla carica. Catherine, che ha deciso di lasciare l'FBI per rimanere a Las Vegas con Lindsay che è diventata agente di livello 1, accetta la carica di direttrice del laboratorio. Sara raggiunge Grissom al porto, dove lì saliranno assieme sulla barca di quest'ultimo dando di nuovo voce alla loro storia d'amore.

## Personaggi e interpreti

### Personaggi principali
- D. B. Russell, interpretato da Ted Danson, doppiato da Mario Cordova.
- Sara Sidle, interpretata da Jorja Fox, doppiata da Tiziana Avarista.
- Greg Sanders, interpretato da Eric Szmanda, doppiato da David Chevalier.
- Dr. Albert Robbins, interpretato da Robert David Hall, doppiato da Bruno Alessandro.
- David Hodges, interpretato da Wallace Langham, doppiato da Roberto Chevalier.
- Dr. David Phillips, interpretato da David Berman, doppiato da Luca Mannocci.
- Morgan Brody, interpretata da Elisabeth Harnois, doppiata da Chiara Gioncardi.
- Henry Andrews, interpretato da Jon Wellner, doppiato da Fabrizio Picconi.

### Guest star
- Gil Grissom, interpretato da William Petersen, doppiato da Francesco Pannofino.
- Catherine Willows, interpretata da Marg Helgenberger, doppiata da Micaela Esdra.
- Jim Brass, interpretato da Paul Guilfoyle, doppiato da Angelo Nicotra.
- Lindsay Willows, interpretata da Katie Stevens, doppiata da Gemma Donati.
- Sceriffo Conrad Ecklie, interpretato da Marc Vann, doppiato da Stefano De Sando.
- Lady Heather/Heather Kessler, interpretata da Melinda Clarke, doppiata da Cristina Boraschi.
- Agente Scinta, interpretato da Michael Beach.

## Produzione

### Concezione e sviluppo
Il 13 maggio 2015 è stata annunciata la cancellazione dopo 15 stagioni di CSI - Scena del crimine. Per concludere la serie è stato ulteriormente annunciato un film TV che, essendo diviso in due parti, è trasmesso in qualità dei primi due episodi della sedicesima stagione.

### Produzione
Il film è stato girato in oltre 17 giorni, le riprese con il cast sono iniziate il 29 luglio 2015 e la post produzione è avvenuta il 21 agosto 2015. Il film è stato registrato in due episodi dai rispettivi titoli Immortality Part I e Immortality Part II. I codici di produzione degli episodi sono 1601 e 1602.

### Casting
Nel cast del film è stato annunciato il ritorno dei due protagonisti storici, William Petersen e Marg Helgenberger, che riprenderanno i rispettivi ruoli di Gil Grissom e Catherine Willows. Anche Ted Danson, che è entrato a far parte del cast di CSI all'inizio della dodicesima stagione, riprenderà il suo ruolo.
Il 24 luglio 2015 è stato annunciato che George Eads e Elisabeth Shue, interpreti di Nick Stokes e Julie Finlay, non erano intenzionati ad apparire nel film, mentre Elisabeth Harnois, Jorja Fox, Eric Szmanda, Robert David Hall, Wallace Langham, David Berman e Jon Wellner avrebbero ripreso i loro ruoli per l'ultima volta. Fu confermata anche la presenza dell'attore Paul Guilfoyle, interprete di Jim Brass e della guest star Melinda Clarke, che avrebbe ripreso il ruolo di Lady Heather, famosa amica e confidente di Grissom.
Fa parte del cast anche Katie Stevens, che interpreta la figlia di Catherine, Lindsay Willows, che nel frattempo è diventata un'agente della scientifica di livello 1. Sono presenti anche due personaggi secondari storici, lo sceriffo Conrad Ecklie, interpretato da Marc Vann, e l'agente Mitchell, interpretato da Larry Mitchell.

## Ascolti
Su CBS negli Stati Uniti il film è stato visto da un totale di 12,22 milioni di telespettatori nella fascia d'età compresa tra i 18 e i 24 anni.
In Italia la trasmissione su Fox Crime è stata seguita da 334893 abbonati Sky, mentre in chiaro su Italia 1, gli ascolti sono ammontati a 1450000 con il 5,27 di share.